# Jamel McLean
Jamel McLean (Brooklyn, 18 de abril de 1988) é um basquetebolista profissional estadunidense que atualmente joga na Liga Grega e Euroliga pelo Olympiacos Pireu O atleta possui 2,03m e atua na posição Ala-pivô. 